# Engilbert
Engilbert (* im Schussengau in Alamannia; † 9. Jahrhundert im Kloster Reichenau) war Mönch und Priester.

## Chronikalische Überlieferung
Je nach Datierung der Konventsverzeichnisse (Lebendlisten) ist Engilbert als Mitglied im Kloster Reichenau zwischen 806 und 824/25 nachweisbar (sogenannte Haito- und Erlebald-Liste). In einem Nekrolog um 856/58 wird er mit dem Todestag 21. Dezember geführt. Zwischen 823 und 838 überließ ein „Engil von Lintz“ dem Kloster mehrere Handschriften.

## Urkundliche Überlieferung

### Die Kaiserurkunde von 816
Kaiser Ludwig der Fromme gestattet im Dezember 816 zu Aachen seinem Leibeigenen („servus noster“) Engilbert, seinen gesamten Besitz und alles, was er erworben und von freien Menschen und königlichen Untertanen erhalten hat, dem Kloster Reichenau zu übergeben und sich dadurch dort eine Wohnstätte zu verschaffen.
Das dem Kloster zugewendete Gut ist klar abgegrenzt: Es erstreckt sich vom Flüsschen Mulibach bis zum Chrumbenbach, von dort zum Bächlein Richenbach, und von jenem zum Fisbach, welcher im Schussengau liegt und in den Fluss Scuzna (Schussen) fließt. Dieses Gebiet befindet sich im Linzgau und erstreckt sich bis zum Dorf Duringa.
Engilbert selbst wurde im Scuzingauue (Schussengau) geboren und aufgezogen und in der Diözese Konstanz zum Priester geweiht.
Petent der Urkunde ist der am fränkischen Königshof angesehene Bischof von Basel (805–823) und Reichenauer Abt (806–823) Haito.

### Historische Einordnung
Während bereits die ältere Forschung die Kaiserurkunde von 816 mit dem Reichenauer Mönch Engilbert in Verbindung brachte, identifizierte die regionale Forschung mittlerweile das dem Kloster zugewandte Gebiet.
Alfons Dreher brachte als erster die Urkunde mit Oberzell (Ortschaft Taldorf, Stadt Ravensburg, Landkreis Ravensburg) in Verbindung, da kein anderer Reichenauer Besitz im oder in der Nähe des Schussengaus auszumachen ist.
Georg Wieland wies nach, dass es sich bei der erwähnten Güterübertragung um das Gebiet zwischen Mühlbach (Mulibach), dem Renauerbach (Chrumbenbach), dem Gillenbach (Richenbach), dem Weiherboschenbach (Fisbach) und der Schussen handelt: Die Gemarkung des heutigen Dorfes Oberzell, samt seinen Tochtersiedlungen Bergle („Zell am Berg“) und Reute.
Die Urkunde birgt zudem die erste urkundliche Erwähnung des Schussengaus, der sich aber 816 nicht auf das Gebiet von Oberzell erstreckte, welches zum Linzgau gehörte. Unter dem Dorf Teuringen (Duringa) verstand man die alte Mark Teuringen, die mit dem Landkapitel Teuringen identisch ist.

## Zusammenfassung
Der Leibeigene Engilbert, geboren und aufgewachsen im Schussengau, wurde in der Diözese Konstanz zum Priester geweiht und trat vermutlich zu einem späteren Zeitpunkt ins Kloster Reichenau ein. Durch die Schenkung seiner im Linzgau gelegenen Güter von 816 kann er als Begründer einer Zelle (Wohnung eines Priesters mit Kirche) angesehen werden. Woher Engilberts Güter stammen, ist eine spekulative Frage. Dass er kein armer Mann war, zeigt auch die Tatsache, dass „Engilbert von Lintz(gau)“ dem Kloster Handschriften (Messbücher) übereignete.
Urkundlich erwähnt wird das spätere Oberzell erstmals 1198 als „celle“, 1210 ist von „cella“ die Rede. 1246 ist ein Priester Burkard in „cella“ greifbar, 1276 von der Kirche und ihrem Leiter die Rede, eine Position, die 1285 von einem Jakob ausgefüllt wird. Zu welchem Zeitpunkt genau sich nun der Begriff „cella superior“ bzw. Oberzell zur Unterscheidung von Brochenzell, das zeitweise sogar als Niederzell bezeichnet wird, findet, ist noch unklar. Zur Konkretisierung der Ortsangabe benutzte man vielmehr zunächst folgende Bezeichnungen: 1262 „Zelle iuxta Ravensberc“ und 1263 „Celle iuxta Augeam Minorem“. Im Liber decimationis ist 1275 die Rede von „superior cella et inferior“. Reichenauer Lehen blieb Oberzell bis 1313.
Die Ortsverwaltung Taldorf hat sich im September 1997 dazu entschlossen, 1998 keine 800-Jahr-Feier der ersten urkundlichen Erwähnung, sondern 2016 eine 1200-Jahr-Feier Oberzells zu begehen.